# بخش کرتل
بخش کرتل (به فرانسوی: Arrondissement de Créteil) یک بخش در فرانسه است که در ول-دو-مرن واقع شده‌است.